# 香川県道161号高松坂出線
香川県道161号高松坂出線（かがわけんどう161ごう たかまつさかいでせん）は、香川県高松市から坂出市に至る一般県道である。

## 概要
高松市と中讃工業地帯とをつなぐメインルート・さぬき浜街道の一部として建設された。かつては全線が香川県道路公社が管理する有料道路の高松坂出有料道路だったが、2011年（平成23年）3月27日に無料開放された。現在は2車線での供用となっているが、2024年度（令和6年度）末には4車線化する予定。

### 路線データ
- 起点：香川県高松市植松町（高松市植松町交差点、香川県道16号高松王越坂出線本線交点、香川県道16号高松王越坂出線バイパス接続点）
- 終点：香川県坂出市林田町（林田町交差点、香川県道186号大屋冨築港宇多津線交点、香川県道187号林田府中線起点）
- 総延長：10.144 km
- 車線数：暫定2車線
- 最高速度：50 km/h
- トンネル：五色台トンネル
- 事業費：103億円

## 歴史

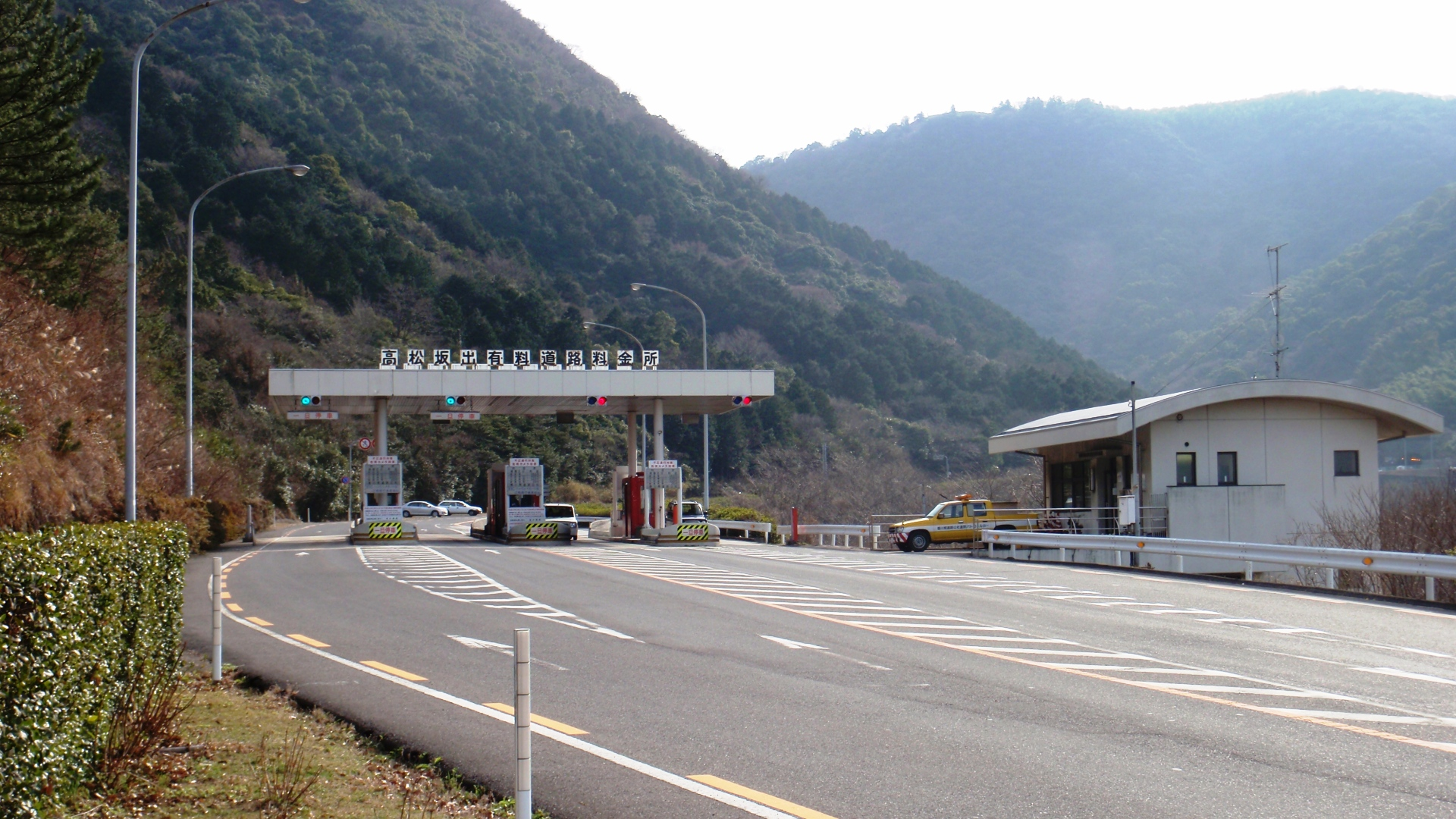
有料道路時代の料金所。無料開放後に撤去。

### 計画から開通まで
モータリゼーションが進んだ1970年代、日本各地では急ピッチで道路整備が進められていた。瀬戸大橋開通を控える香川県においては、渋滞対策として高松市街と坂出市の瀬戸内工業地域をつなぐ「さぬき浜街道」の建設が急務だった。両地域を最短で連絡するため五色台直下をトンネルで結ぶルートが策定されたが、総事業費の103億円は当時の香川県の年間道路予算に匹敵する金額であり、建設費の捻出は事実上不可能であった。そこで考えられたのが、道路整備特別措置法に基づいた有料道路方式による整備である。
完成4車線の計画ながら早期供用を優先して暫定2車線で事業化し、1973年（昭和48年）に着工、8年後の1981年（昭和56年）に香川県道路公社が管理する「高松坂出有料道路」として全線開通した。通行料金の徴収によって建設費用を償還し、開通から30年後の2011年（平成23年）には無料開放する計画だった。

### 交通量の低迷
しかし開通してみると、実際の交通量は予測段階のそれとは大きく異なっていた。開通初年度早々に1日当たり5,626台の予測に対して実際は1,611台と出鼻を挫かれると、以降もさぬき浜街道の全通や瀬戸大橋開通など交通量増加を予測していたイベントではいずれも思う程の伸びは実現せず、赤字が続いて債務は130億円にまで累積した。1988年（昭和63年）の3月には当時の土木部長が県議会の土木委員会で、計画通りの償還完了が難しい事を初めて認めている。
1988年（昭和63年）の瀬戸大橋の開通後は、営業黒字に転じたものの、それでも交通量は予測の4割程度で推移し、管理する道路公社も打つ手ないままその後も時間だけが過ぎた。それに伴い県からの支援も不可欠となり、当初は国や民間の金融機関からも行っていた資金借入を県からのみに借り換えたほか、2003年（平成15年）には県からの道路公社への貸付金71億円を無利子に転換している。

### 無料開放とその後
結局、料金徴収期限の2011年（平成23年）までに道路公社の抱える債務を返済する事はできなかった。県では、通行量の実績が累計で約6,160万台（当初予測の37 %）に留まった要因について、周辺地域の開発の遅れや瀬戸大橋の交通量低迷、厳しい社会情勢などを挙げている。
徴収期間の延長か、税金投入による無料開放かが注目されたが、県の判断は後者だった。高松市や坂出市が無料開放を強く望んでいるのに加え、徴収延長による収入と、無料開放による便益（周辺道路の渋滞緩和など）との比較等を総合的に勘案した結果であった。県は2010年度予算で81億円を補助して道路を無料開放、道路公社は同年度内で解散となった。
道路が2011年（平成23年）3月27日に無料開放されると交通量は一転して急増し、無料化前の約2.5倍にのぼった。無料開放後の交通量は1万400台と事前に見積もられていたが、実際には1万2千台を超え、今度は良い意味で予測を裏切るかたちとなった。しかし当初計画の4車線拡幅については、県は目安となる交通量を概ね1万5千台としており、また事業費も50億円程度かかると見込まれる事から、事業着手時期については不透明であったが、2024年（令和6年）度の4車線化が予定されている。

### 年表
- 1973年（昭和48年）2月26日 - 着工
- 1981年（昭和56年）3月27日 - 供用開始
- 1997年（平成9年）4月 - 消費税率の引き上げに伴い、通行料金を10円値上げ[1]
- 2011年（平成23年）3月27日 - 無料開放
- 2019年度（令和元年度） - 2車線区間の拡幅に着手[5]
- 2024年度末（令和6年度末） - 4車線化予定[5]
- 2025年（令和7年）3月28日 - 五色台トンネル（新トンネル）開通[6]。

## 路線状況

### 有料道路時の通行料金
| 区分     | 料金  |
| -------- | ----- |
| 普通車   | 260円 |
| 中型車   | 420円 |
| 大型車   | 940円 |
| 軽車両等 | 020円 |

料金所は五色台トンネルの高松市側入口の手前にあった。

### 道路施設

#### トンネル
- 五色台トンネル（新トンネル）：延長1,370 m、2024年（令和6年）竣工、高松市 - 坂出市
- 五色台トンネル（旧トンネル）：延長1,437 m、1980年（昭和55年）竣工、高松市 - 坂出市

## 地理

### 通過する自治体
- 高松市
- 坂出市

### 交差する道路
| 交差する道路                                                 | 市町村名 | 交差する場所 | 交差する場所              |
| ------------------------------------------------------------ | -------- | ------------ | ------------------------- |
| 香川県道16号高松王越坂出線 香川県道16号高松王越坂出線 / 別線 | 高松市   | 植松町       | 高松市植松町交差点 / 起点 |
| 香川県道180号鴨川停車場五色台線 / 別線                       | 高松市   | 生島町       | 高松市生島町交差点        |
| 香川県道281号五色台線                                        | 高松市   | 亀水町       | [ 注釈 1 ]                |
| 香川県道16号高松王越坂出線                                   | 坂出市   | 高屋町       | 坂出市高屋町交差点        |
| 香川県道16号高松王越坂出線 / バイパス                        | 坂出市   | 高屋町       |                           |
| 香川県道186号大屋冨築港宇多津線 香川県道187号林田府中線      | 坂出市   | 林田町       | 坂出市林田町交差点 / 終点 |

### 沿線
- 青海川